# Henri de Régnier
Henri François Joseph de Régnier (Honfleur (Calvados), 28 december 1864 – Parijs, 23 mei 1936) was een Frans symbolistisch dichter, beschouwd als een van de belangrijkste van Frankrijk in de vroege 20e eeuw.
Hij werd geboren in Honfleur (Calvados) en ging rechten studeren in Parijs. In 1885 begon hij te schrijven voor Parijse tijdschriften. Zijn gedichten werden gepubliceerd door de meeste Franse en Belgische tijdschriften die het symbolisme steunden. Hij behoorde aanvankelijk tot de stroming van de Parnasse en hield vast aan de klassieke traditie, hoewel hij sommige vernieuwingen van Jean Moréas en Gustave Kahn overnam. Zijn vagelijk suggestieve stijl toont invloeden van Stéphane Mallarmé, van wie hij een ijverig volger was. Zijn eerste dichtbundel Lendemains verscheen in 1885. Daarna verschenen onder andere Poèmes anciens et romanesques (1890), Les Jeux rustiques et divins (1890), Les Médailles d'argile (1900) en La Cité des eaux (1903). Hij schreef ook een aantal realistische romans en verhalen, waaronder La Canne de jaspe (2e ed., 1897), La Double maîtresse (5e ed., 1900), Les Vacances d’un jeune homme sage (1903) en Les Amants singuliers (1905).
In 1911 werd hij gekozen tot lid van de Académie française. La Canne de jaspe en Histoires Incertaines (1919) werden in het Engels vertaald in 2012 door Brian Stableford onder de titel A Surfeit of Mirrors ISBN 978-1-61227-076-0. Verschillende componisten hebben zijn gedichten op muziek gezet, waaronder: 
- Albert Roussel – Quatre poèmes opus 3 en opus 8 voor zang en piano; La menace voor zang en orkest of piano
- Robert Planel – Fin de journée, voor tenor en orkest of piano
- André Souris – Les pélerins, voor mannenkoor
- Joseph Guy Ropartz – Si j’ai parlé de mon amour, voor zangstem en orkest en Quatre Odelettes, voor zangstem en orkest

Régnier trouwde met Mlle Marie de Heredia, dochter van de dichter José María de Heredia, en zelf een schrijfster en dichter onder het pseudoniem Gérard d'Houville. Henri de Régnier overleed in 1936 op 71-jarige leeftijd en werd begraven op de begraafplaats Père Lachaise in Parijs.